# Moni Prodromou

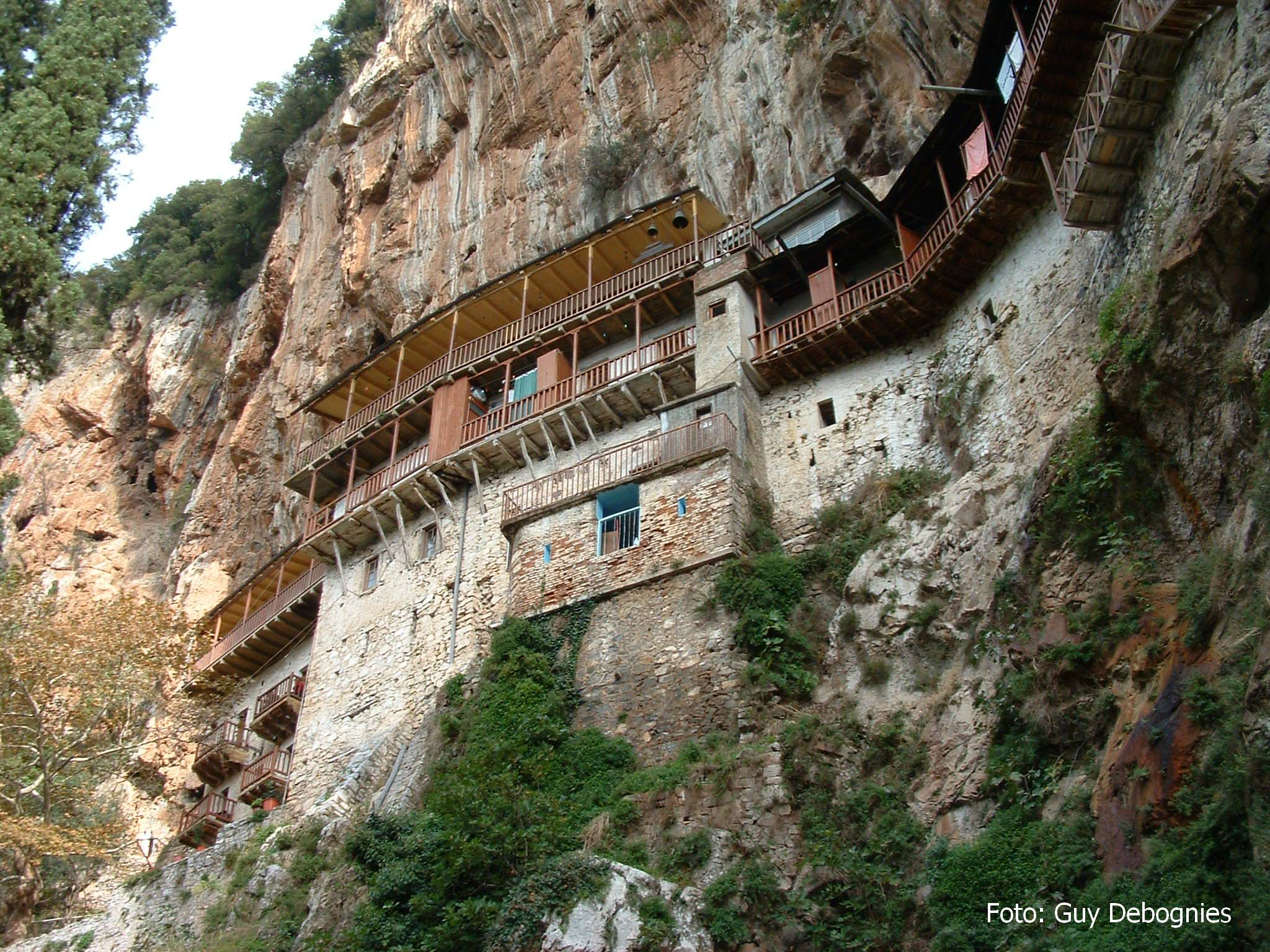
Het Prodromou-klooster

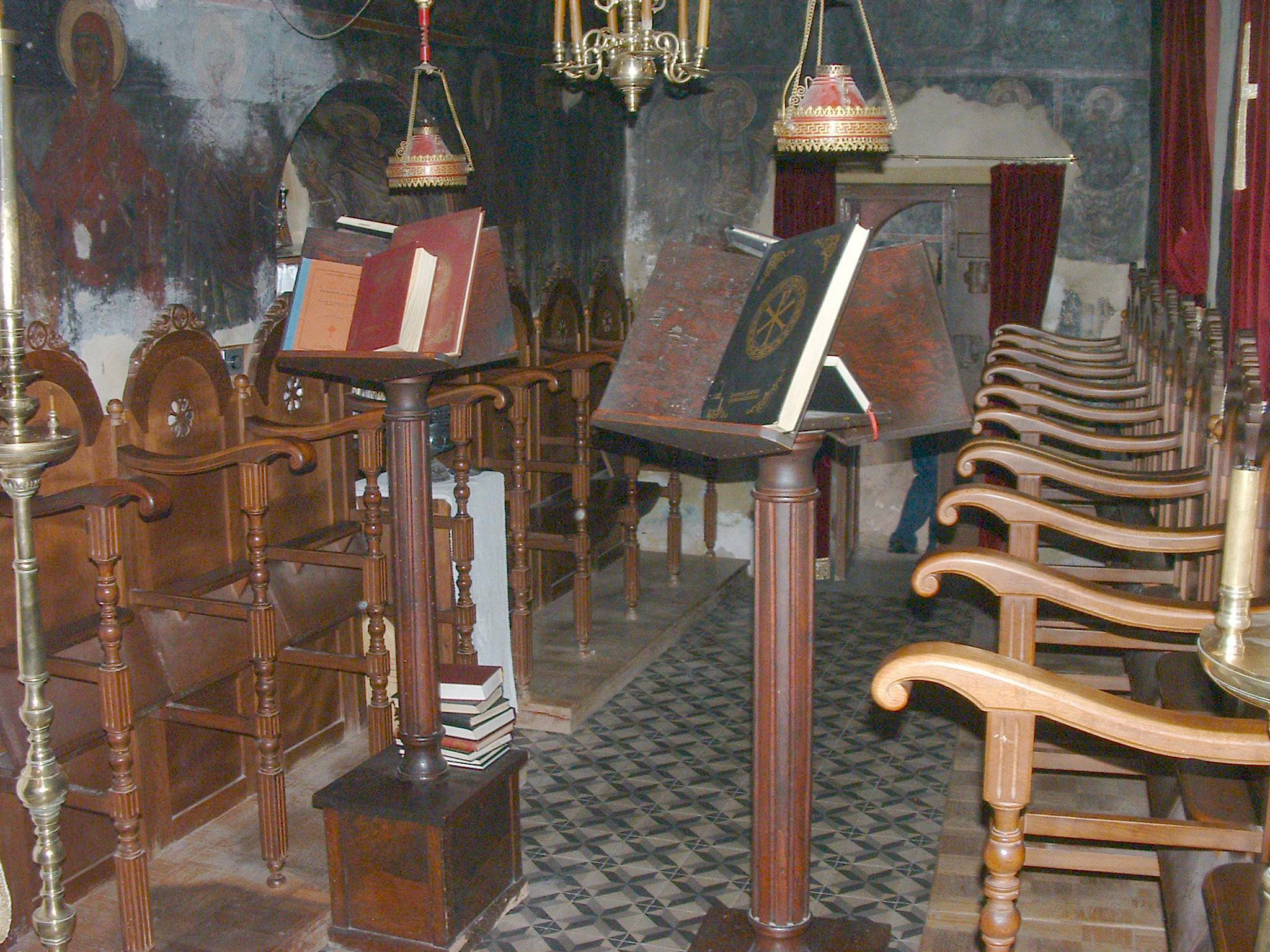
Het interieur van de kloosterkerk

De Moni Timíou Prodrómou (Grieks: Μονή Τιμίου Προδρόμου) (d.i. Grieks voor Klooster van de Heilige Voorloper) is een beroemd Grieks klooster, bijzonder schilderachtig gelegen op de oostelijke oever van de Lousios-kloof. Het herbergt vandaag de dag nog een belangrijke monnikengemeenschap (± 15 monniken?), en is vanuit Stemnitsa én Dimitsana te bereiken via een bijzonder bochtenrijke en niet al te goede weg. 
Volgens de traditie zou het in 1167 gesticht zijn door keizer Manuel Comnenus, maar betrouwbare bronnen situeren de stichting van het huidige klooster veeleer ergens in de 16e eeuw. Het is toegewijd aan de heilige Johannes de Doper, die in de orthodoxe traditie gewoonlijk Pródromos, d.i. Voorloper (van Christus) wordt genoemd. 
Het kloostercomplex bezit twee kerken. De oudste is héél klein (slechts 2,25 x 4,90 m) en  ligt tegen de rotswand aan. De eigenaardige opstelling van de iconostase (die een hoek van ± 45° vormt met het kerkschip) is te verklaren door het gebrek aan beschikbare ruimte. De fresco's werden eind 16e / begin 17e eeuw rechtstreeks op de rotswand aangebracht. Rond dit kerkje werden geleidelijk aan de andere kloostergebouwen opgetrokken, waarvan de balkons hoog boven de Lousios-kloof hangen.
Een tweede kerk, in architectonisch opzicht minder belangrijk, is van recentere datum (1911), en staat geïsoleerd op een afstand van de andere gebouwen. Zij is toegewijd aan de orthodoxe heilige Athanasios van Christianoupolis, die leefde rond het begin van de 18e eeuw, en na zijn dood in het klooster werd begraven.
Van hieruit kan men via een wandelpad afdalen naar de bedding van de Lousios, en vandaar het nabijgelegen klooster van de Filosoof bereiken.